# Variant (Volkswagen)
Als Variant bezeichnet Volkswagen (und bis 1972 auch Audi) seine Kombimodelle. Erster VW Variant war der 1500 Variant (Typ 3) Anfang 1962. Ihm folgte 1969 der 411 Variant (Typ 4) und 1973 der Passat Variant (B1). In den 1990er Jahren wurden auch Variant-Modelle der Baureihen Golf, Polo und Bora herausgebracht.
Eine Ausnahme stellt der chinesische Passat Variant dar, bei dem es sich um eine Stufenhecklimousine handelt.
Die Kombi-Versionen des Arteon und des ID.7 weichen von der Variant-Modellbezeichnung ab. Sie werden als Shooting Brake bzw. Tourer vermarktet.

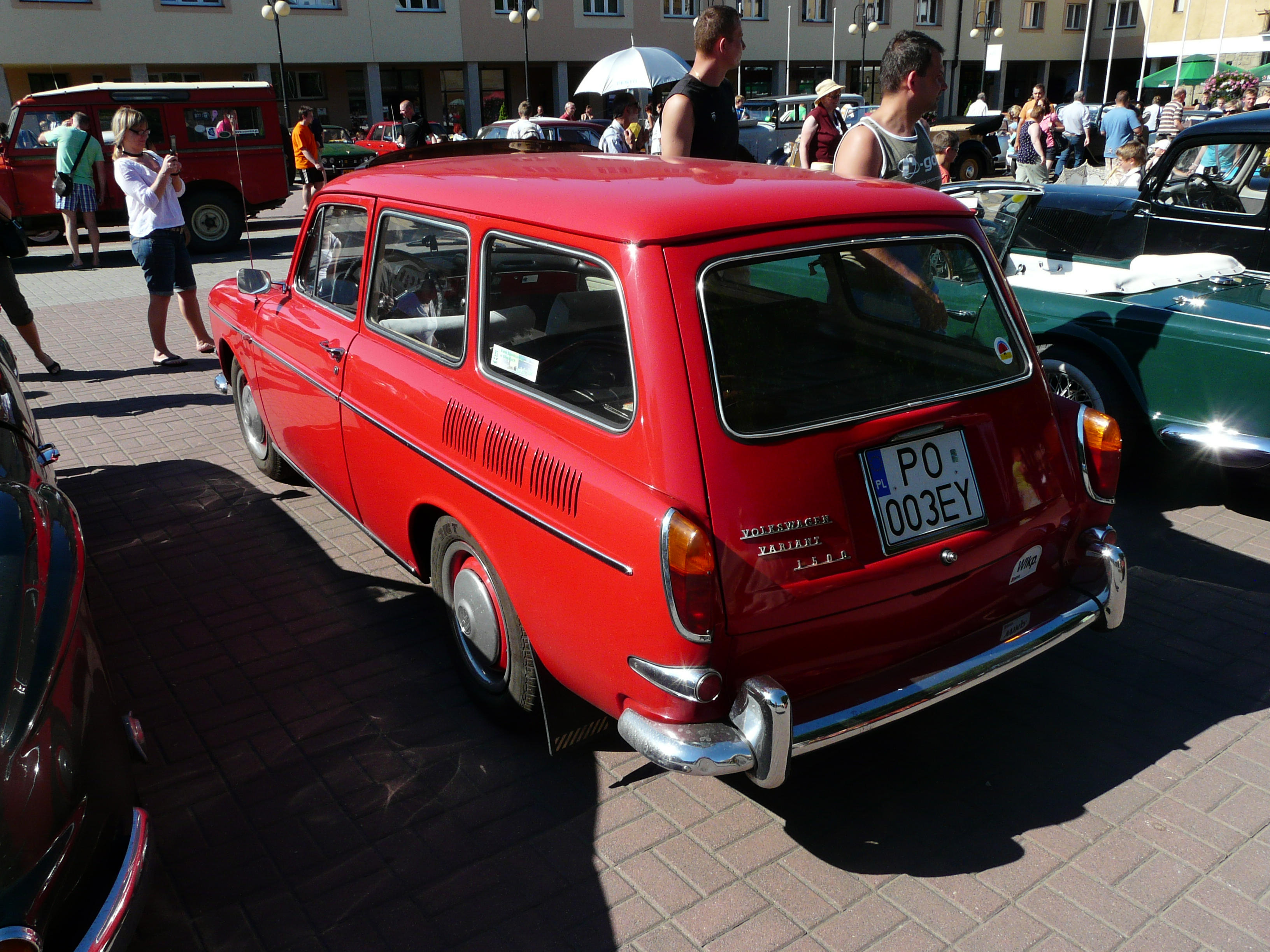
VW 1500 Variant, Typ 3 (1961–1965) Der erste Volkswagen Variant.
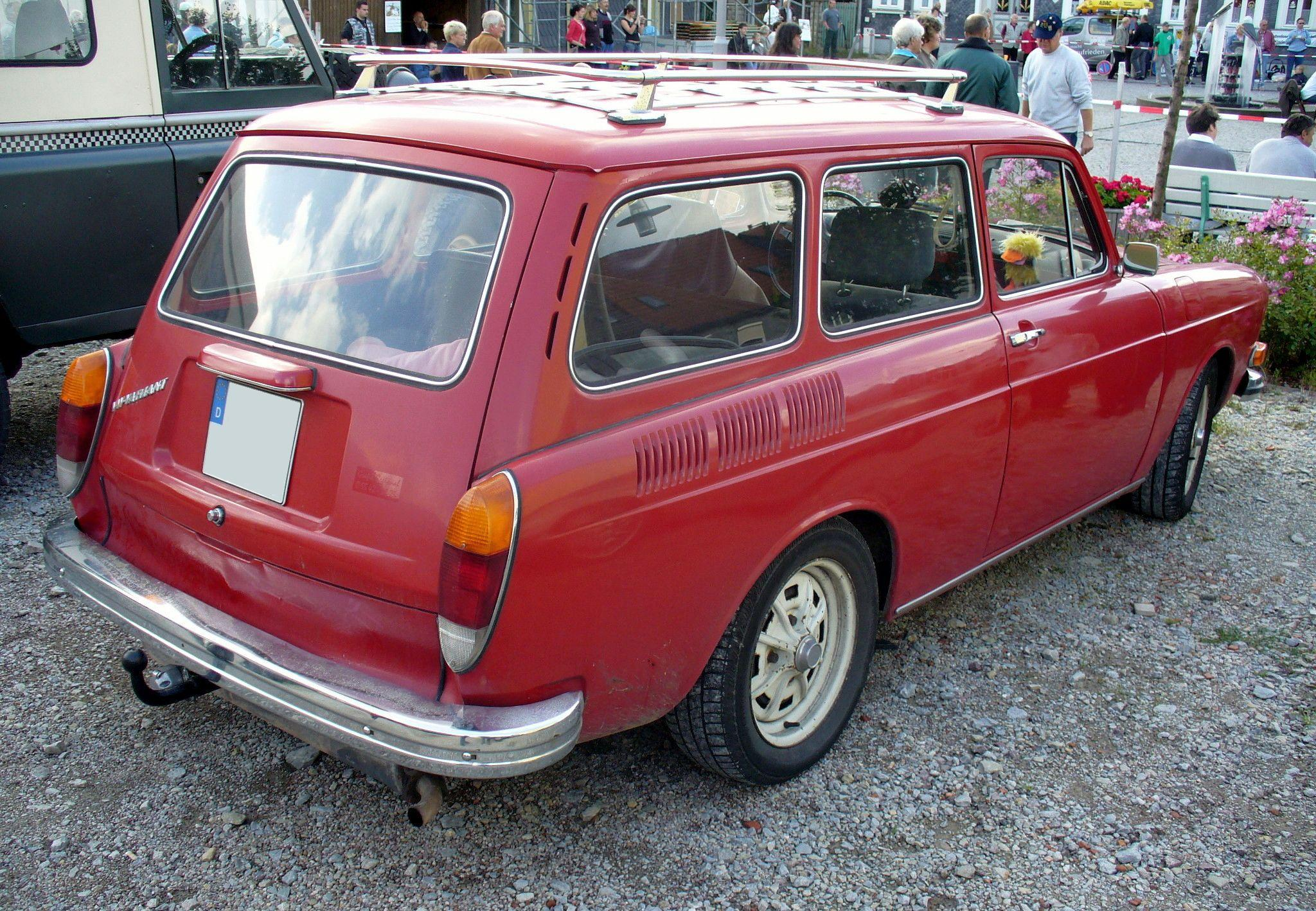
VW 1600 Variant, Typ 3 (1969–1973)
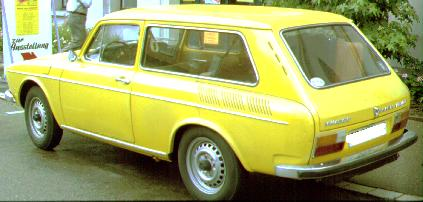
VW 1600 Variant (brasilianisches Modell, 1971–1977)
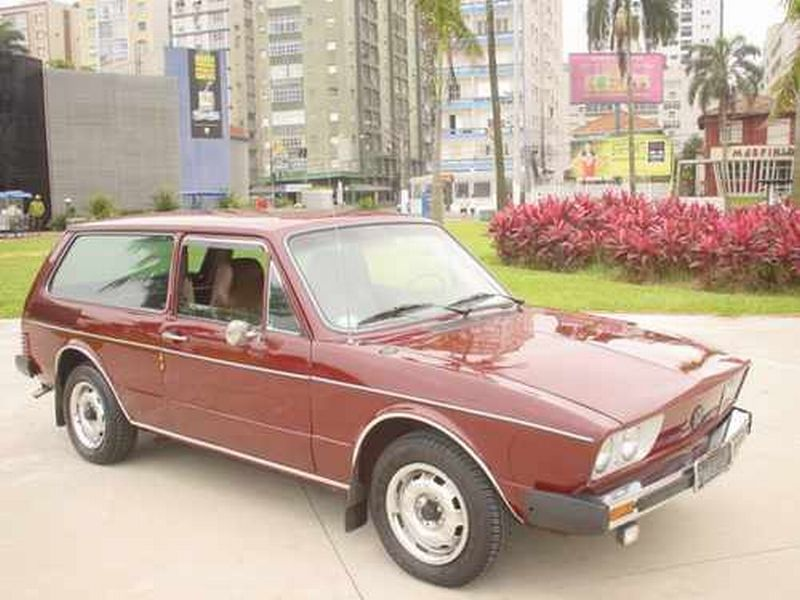
VW 1600 Variant II (brasilianisches Modell, 1977–1980)
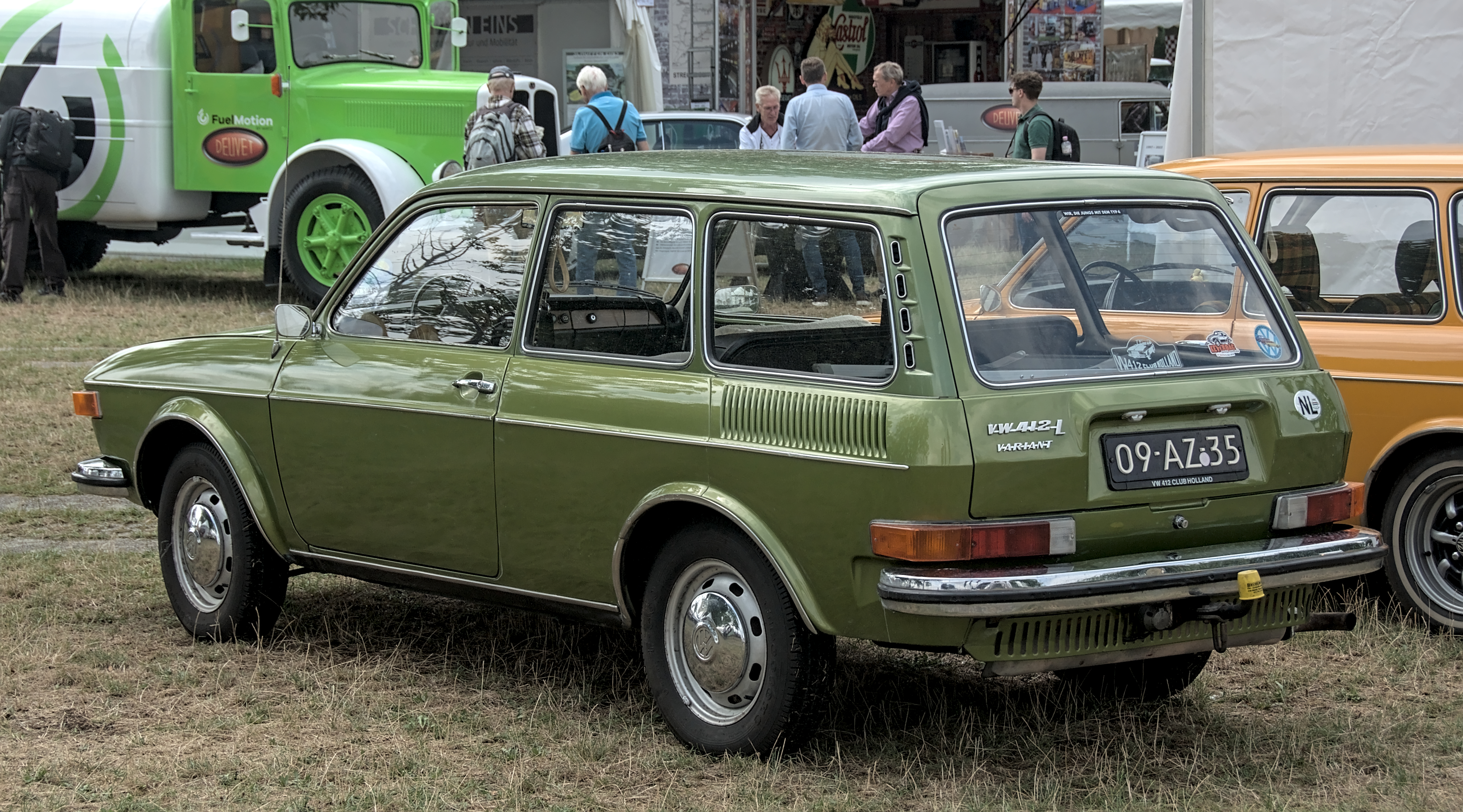
412 L Variant, Typ 4 (1973–1974)
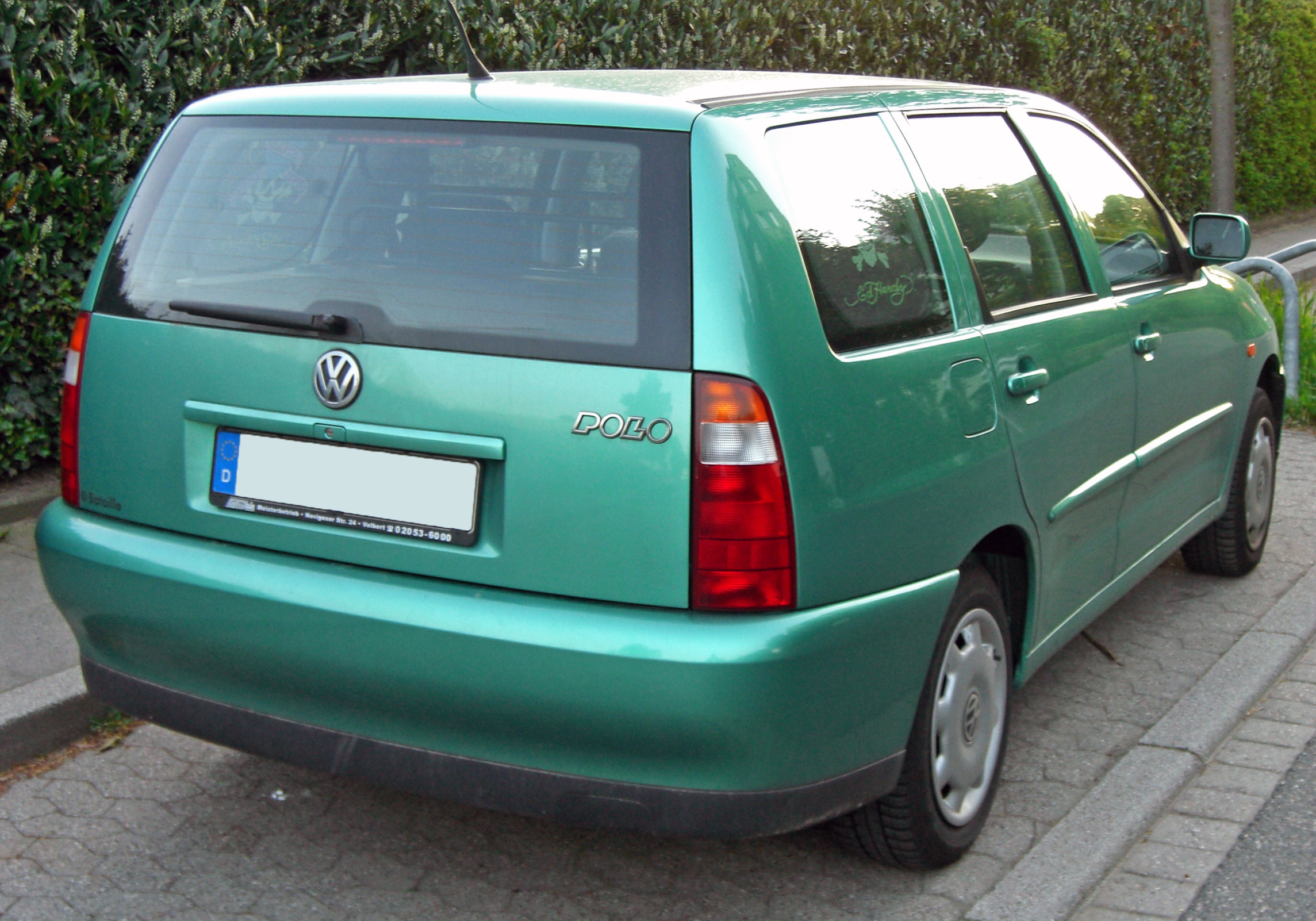
VW Polo III Variant (1997–2001)
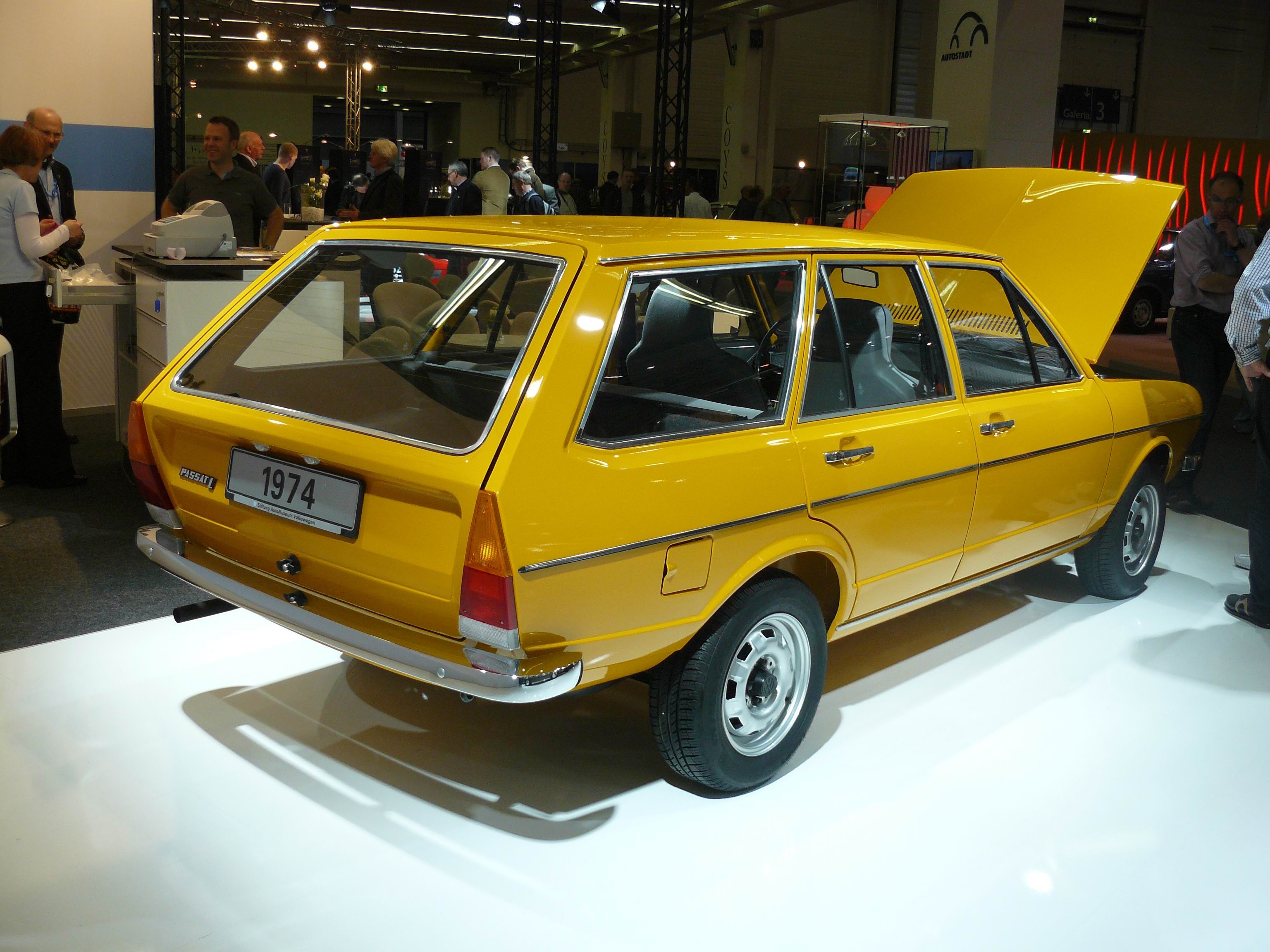
VW Passat B1 Variant (1974–1975) Der erste Variant mit wassergekühltem Frontmotor.
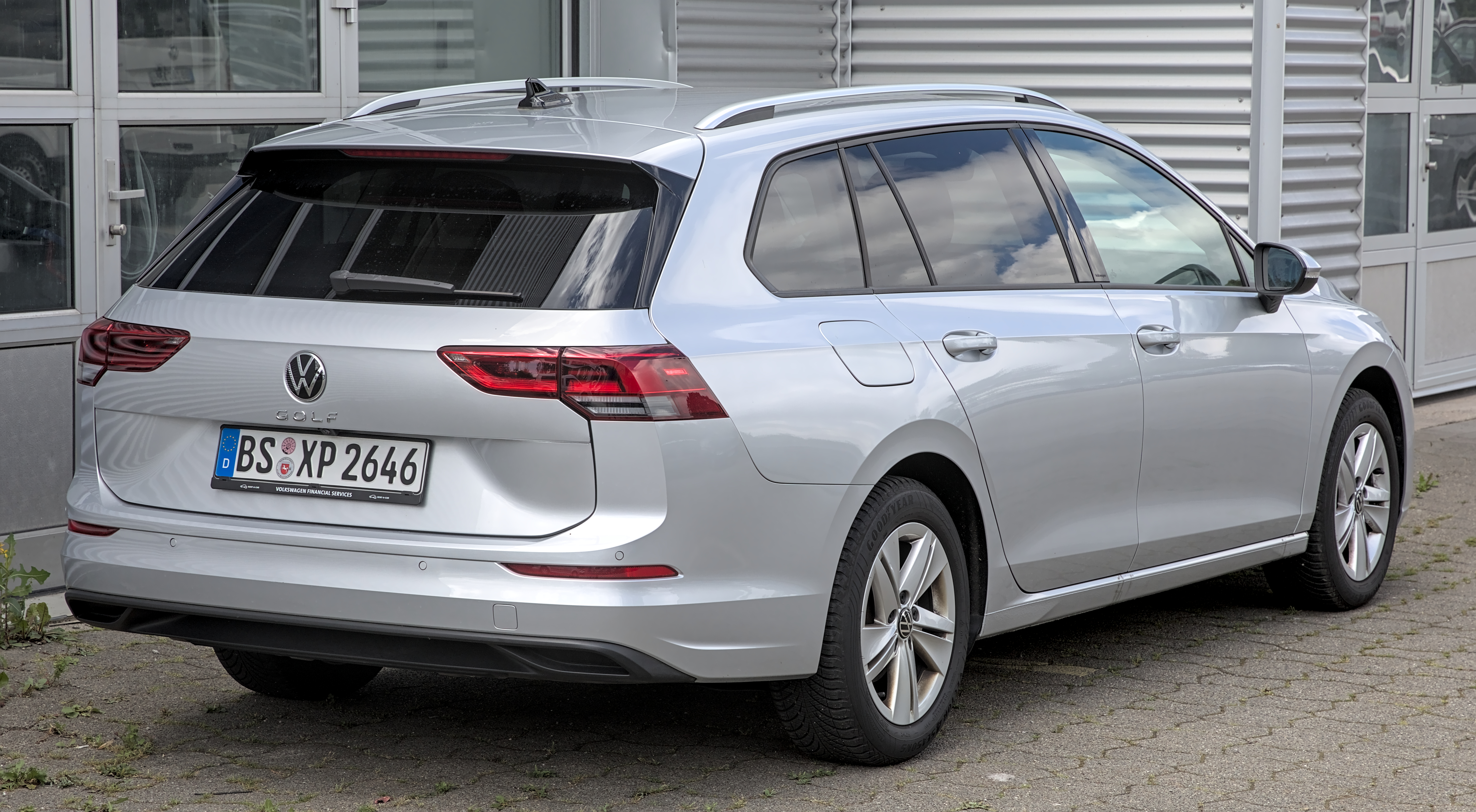
VW Golf VIII Variant (seit 2020)
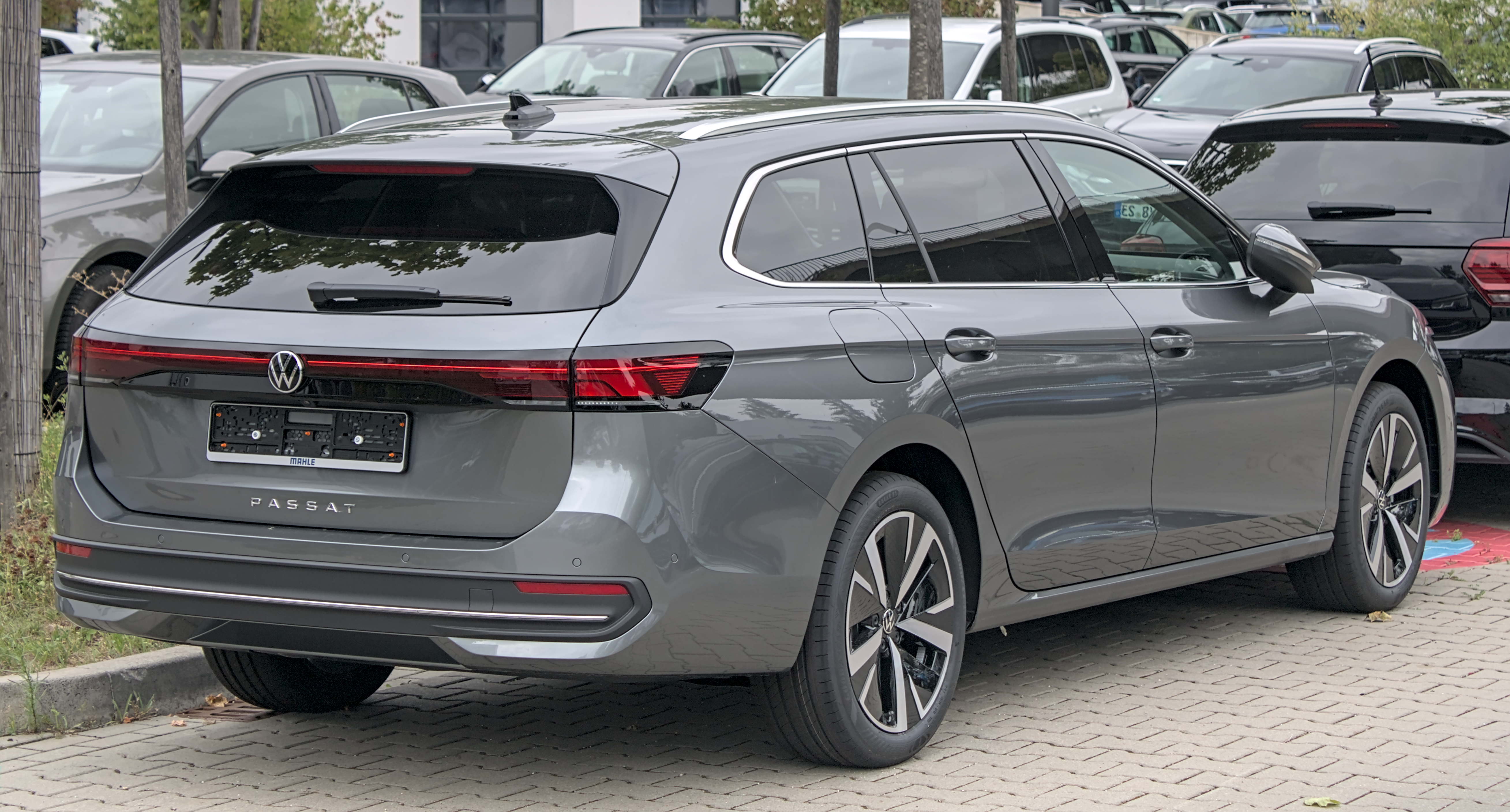
VW Passat B9 Variant (seit 2024)

## Aktuelle Modelle (2024)
- VW Golf VIII Variant
- VW Passat B9 Variant